# Ferroplasma
Genre
Classification phylogénétique
- Classe : Thermoplasmata
  - Ordre : Thermoplasmatales
    - Famille : Ferroplasmaceae
      - Genre : Acidiplasma
      - Genre : Ferroplasma

    - Famille : Picrophilaceae
      - Genre : Picrophilus

    - Famille : Thermoplasmataceae
      - Genre : Thermoplasma

Espèces de rang inférieur
- Ferroplasma acidarmanus
- Ferroplasma acidiphilum
- Ferroplasma cupricumulans
- Ferroplasma thermophilum

Ferroplasma est un genre d'archées acidophiles tirant leur énergie métabolique de l'oxydation du fer par l'oxygène O2 en libérant de l'acide sulfurique H2SO4. On les trouve notamment dans les drainages miniers acides, particulièrement lorsqu'ils sont riches en pyrite (disulfure de fer FeS2) et que d'autres organismes des genres Acidithiobacillus et Leptospirillum ont abaissé le pH du milieu à un point où seuls des organismes acidophiles sont susceptibles de se développer.
Tout comme les organismes du genre Thermoplasma, ces espèces ne contiennent pas de paroi cellulaire. L'espèce Ferroplasma acidiphilum, qui appartient à ce genre, est ainsi un mésophile dont la température de croissance est d'environ 35 °C mais avec un pH optimal de développement de l'ordre de 1,7. 